# 塩光女子メディテック高等学校

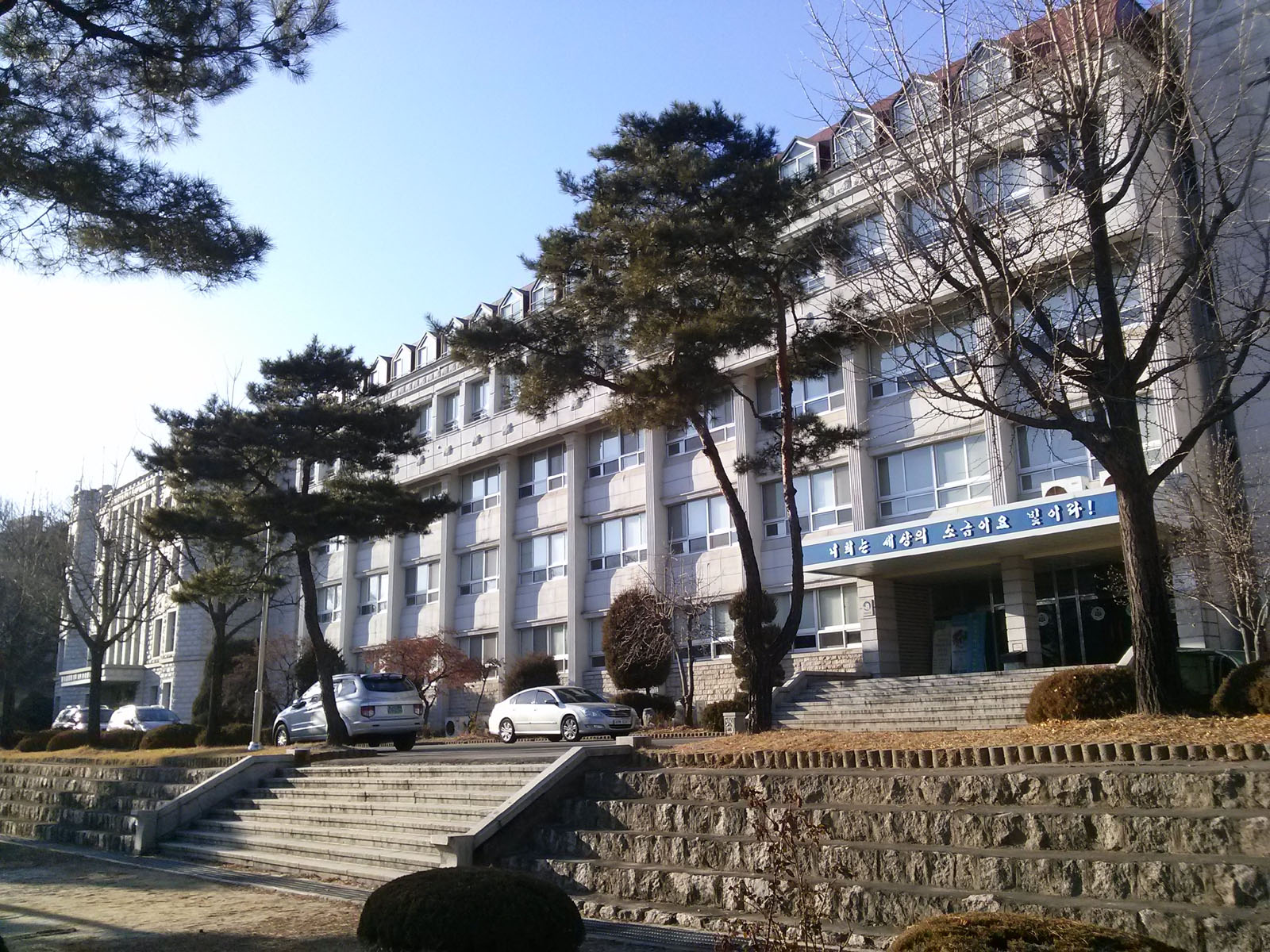
校舎

塩光女子メディテック高等学校（ヨムグァンヨジャメディテクコドンハッキョ、염광여자메디텍고등학교/鹽光女子메디텍高等學校）は、ソウル特別市芦原区月渓洞にある私立高等学校。

## 学校沿革
- 1965年12月29日: 学校法人塩光学院設立認可
- 1966年2月1日: 初代理事長にキム・ジョンニョル氏就任
- 1967年10月5日: 塩光商業高校設立認定
- 1968年3月2日: 初代校長にキム・ジョンニョル氏就任
- 1971年1月20日: 塩光商業高校第1回卒業
- 1976年2月25日: 塩光商業高校を塩光女子商業高校に教名変更
- 1978年2月28日: 城北区長衛洞からノウォン区月桂洞に学園移転
- 1978年3月2日: 塩光女子商業高校新築工事1,930坪竣工
- 1979年7月20日: 野外音楽堂竣工（12,000人収容）
- 1980年10月2日: 講堂＆科学館1,840坪竣工＆学園創立15周年記念学園祭
- 1984年10月7日: 月桂冠（体育館および特別教室）1,270坪竣工
- 1989年6月20日: 塩光楼竣工
- 1992年10月7日: 塩光女子商業高校を塩光女子情報産業工業高校に改編
- 1998年7月15日: 塩光女子情報教育高校に改名
- 2008年10月2日: 塩光女子情報教育高校を塩光女子メディテック高校に改編
- 2018年2月7日: 塩光女子メディテック高校第48回卒業
- 2018年9月1日: 第9代校長にイ・ビョンゴン氏就任

## 設置学科
- 保健看護課
- 保健行政課

## 参考資料
- 塩光女子メディテック高校 - 韓国教育学術情報院 学校アルリミ